# Francisco Fornals Villalonga
Francisco Fornals Villalonga (Maó, 8 de juny 1924 – 26 de setembre de 2018) fou un militar menorquí i especialista en història de les fortificacions menorquines. Va cursar els estudis de Dret a la Universitat de València i de Nàutica a Barcelona. El 1945 va ingressar a l'Acadèmia Militar de Saragossa i el 1950 era tinent d'Enginyers. Després d'ocupar diferents destins en diverses guarnicions fou enviat a Menorca com a cap de Protecció Civil de Maó (1978).
Durant la seva carrera militar fou distingit amb dues creus blanques del Mèrit Militar i amb la placa de San Hermenegildo. Així mateix, va prendre part destacada en la creació del Museu Militar de Menorca (1981) del qual, de llavors ençà, fou el director: El 1995 la Reial Acadèmia de la Història el va nomenar membre corresponent de les Balears. També fou membre de l'Institut Menorquí d'Estudis.
La seva faceta com a estudiós i especialista en fortificacions i qüestions militars de l'illa de Menorca està complementada amb la publicació de més de mig centenar d'articles a diferents diaris i revistes, així com amb l'edició de diversos opuscles al Museu Militar de Menorca. La revista Ejército l'ha premiat una sèrie de treballs sobre camps de mines. Va dirigir i assessorar excavacions i restauracions de les fortificacions menorquines del castell de Sant Felip, del fort de Malborough i de la torre d'en Penjat. També va participar activament en la creació del Consorci del Museu Militar i Patrimoni Històric Militar del Port de Maó i Cala Sant Esteve, intervenint en la conservació de la fortalesa de la Mola.
També va participar en l'elaboració de l'Enciclopèdia de Menorca (en el tom sobre història de l'art) i de la història de la ciència de Balears. El 2005 va rebre el Premi Ramon Llull.

## Obres
- El castillo de San Felipe del Puerto de Mahón
- Torres y atalayas de Menorca
- La torre de Son Bou
- La torre de defensa d'en Penjat
- Patrimonio del consorcio del Museo Militar de Menorca (2002)